# 宽叶苔炭黑粉菌
宽叶苔炭黑粉菌（学名：Anthracoidea siderosticta）是属于黑粉菌目炭黑粉菌科炭黑粉菌属的一种真菌，寄生在苔草属植物上。该种分布于中国、日本。